# Magnus Olson
Anders Magnus Olson, född 1 februari 1929 i Vänersnäs församling i Älvsborgs län, död 4 november 2018 i Bäcks distrikt i Västra Götalands län, var en svensk militär.

## Biografi
Olson avlade officersexamen vid Kungliga Krigsskolan 1954 och utnämndes samma år till fänrik vid Livregementets husarer. Han studerade 1961–1963 vid Militärhögskolan och blev ryttmästare vid Livregementets husarer 1965. Samma år (1965) befordrades han till kapten och erhöll tjänst vid Arméstaben samt studerade vid British Staff College. Han befordrades 1970 till major och var lärare vid Militärhögskolan 1970–1973, befordrad till överstelöjtnant 1972. Åren 1973–1976 var han chef för Taktik- och underrättelseavdelningen vid Arméstaben och han genomgick 1975 allmänna kursen vid Försvarshögskolan. Han var chef för Livregementets husarer 1976–1980, befordrad till överste 1977. Därefter var han försvarsattaché vid ambassaderna i Washington och Ottawa 1980–1983 och militärområdesinspektör i Västra militärområdet 1983–1984 samt gick Chefskursen vid Försvarshögskolan 1984. År 1984 befordrades han till överste av första graden, varpå han var stabschef i Västra militärområdet 1984–1988 och militär rådgivare åt Sveriges delegation vid de militära förhandlingarna i Wien (ESK-delegationen) 1988–1990. Olson var överadjutant hos Hans Majestät Konungen från 1977 och hovstallmästare 1991–1996.

## Utmärkelser
- Riddare av första klass av Svärdsorden, 6 juni 1972.[7]
- Hans Majestät Konungens medalj, guld av 12:e storleken att bäras om halsen i Serafimerordens band, 1996.[8]
- Officer av Legion of Merit, 15 november 1984.[9]
- 2:a klass av Vita stjärnans orden, september 1995.[10]